# Station Awaji
Station Awaji (Japans: 淡路駅, Awaji-eki) is een treinstation in de wijk Higashi-Yodogawa-ku in Osaka, Japan. Het wordt aangedaan door de Hankyu Kyoto-lijn en de Hankyu Senri-lijn en vormt een 'kruispunt' tussen deze twee lijnen. Het station werd geopend in 1921 en heeft twee eilandperrons, die zich op het maaiveldniveau bevinden. Vanaf 2019 zal ook de Osaka Higashi-lijn dit station aandoen.

## Lijnen
De lijnen gebruiken geen specifiek perronnummer, waardoor deze aan elke zijde van het perron kunnen stoppen. Het enige onderscheid wordt gemaakt tussen 'neerwaartse' en 'opwaartse' lijnen. Spoor 1 is sinds 1954 gesloten.
|                                                | Kita-Senri ↑                            |                           |
| Umeda ←                                        | Track layout of Awaji Station           | → Kawaramachi, Arashiyama |
|                                                | ↓ Tenjimbashisuji Rokuchōme, Tengachaya |                           |
| N.B.: De verticale lijn is de Jōtō-vrachtlijn. |                                         |                           |

#### Hankyu Kioto-lijn
| 2,3 | ■ Hankyu Kioto-lijn | richting Takatsukishi, Kawaramachi en Arashiyama (via de Hankyu Arashiyama-lijn) |
| 4,5 | ■ Hankyu Kioto-lijn | richting Umeda en Sannomiya (via de Hankyu Kobe-lijn)                            |

#### Hankyu Senri-lijn
| 2,3 | ■ Hankyu Senri-lijn | richting Kita-Senri                                                      |
| 4,5 | ■ Hankyu Senri-lijn | richting Tenjimbashisuji Rokuchōme en Tengachaya (Via de Sakaisuji-lijn) |

## Toekomst
Vanaf 2019 zal ook de Osaka Higashi-lijn stoppen op dit station, alhoewel er waarschijnlijk een nieuw station met dezelfde naam wordt gebouwd. Daarnaast is er een verhoging van het station gepland. 

## Overig openbaar vervoer
Sinds 2008 is er een busverbinding met het station Shin-Ōsaka.

## Stationsomgeving
- Awaji Hommachi winkeplromenade
  - Izumiya (supermarkt)
- Mitsubishi Tokyo UFJ Bank
- Higashi-Awaji winkelpromenade
  - Akashiya (supermarkt)
- Christelijk ziekenhuis van Yodogawa
- Stadsdeelkantoor van Higashi-Yodogawa
- Bibliotheek van Higashi-Yodogawa
- Higashi-Awaji-park
- McDonald's
- FamilyMart
- 7-Eleven

Stations in aanbouw: Shin-Osaka · Nishi-Suita · Awaji · Miyakojima · Noe · Shigino 

Stations reeds in gebruik: Hanaten · Takaida-Chūō · JR Kawachi-Eiwa · JR Shuntokumichi · JR Nagase · Shin-Kami · Kyūhōji